# Leichtathletik-Länderkampf der Männer 1938 Deutschland – Schweiz
| 4. Leichtathletik-Länderkampf mit deutscher Beteiligung 1938 | 4. Leichtathletik-Länderkampf mit deutscher Beteiligung 1938 |               |
| ------------------------------------------------------------ | ------------------------------------------------------------ | ------------- |
|                                                              |                                                              |               |
| Ländervergleich der Männer: Deutschland – Schweiz            |                                                              |               |
| Austragungsort                                               | Frankfurt am Main                                            |               |
| Wettbewerbe                                                  | 17                                                           |               |
| Datum                                                        | 10. Juli 1938                                                |               |
| 1. GER 2. SUI                                                | 108 Punkte 050 Punkte                                        |               |
| Chronik                                                      |                                                              |               |
| ← GER-POL (M)                                                | NLD-GER (F) →                                                | NLD-GER (F) → |

Der alljährliche Vergleich der deutschen Leichtathleten mit der Schweiz im Länderkampfjahr 1938 wurde am 10. Juli ausgetragen. Gastgeber war diesmal Frankfurt am Main. Wegen der Aufeinandertreffen mit Polen und Dänemark am selben Wochenende musste Deutschland für diese beiden Begegnungen drei komplette verschieden besetzte Teams zusammenstellen.

## Vorläufiges Ende der Länderkampfserie mit der Schweiz
Dieser siebzehnte Vergleich war der erst einmal letzte aus der seit Aufnahme des Länderkampfbetriebs im Jahr 1921 begonnenen Serie von jährlich stattfindenden Begegnungen zwischen Deutschland und der Schweiz. Im kommenden Jahr wurde die Serie für längere Zeit unterbrochen. Grund war der Ausbruch des Zweiten Weltkriegs im September 1939 durch den Angriff der deutschen Nationalsozialisten auf Polen und die damit verbundenen bereits vorher immer deutlicher werdenden Spannungen im Gefüge der europäischen Staaten. Erst 1951 wurde die Länderkampfserie wieder aufgenommen.

## Wettbewerbe und Modus
In dieser Begegnung wurden mit dem 400-Meter-Hürdenlauf und dem Hammerwurf zwei Wettbewerbe mehr als in den früheren Vergleichen mit der Schweiz ausgetragen. Die Dauer der Veranstaltung blieb dennoch auf einen Tag beschränkt. Gewertet wurde wie immer in dieser Begegnung. In den Einzeldisziplinen erhielt der Sieger abweichend vom üblichen System nur vier statt fünf Punkte, in den Staffeln gab es drei zu eins Punkte.

## Ergebnis
Die Dominanz der deutschen Athleten war groß. Sämtliche siebzehn Wettbewerbe entschieden sie für sich. Außer im Weitsprung und Speerwurf gab es außerdem in allen Disziplinen Doppelerfolge für die deutschen Sportler. So gewann Deutschland den Länderkampf ausgesprochen deutlich mit 108 zu fünfzig Punkten.

## Resultate

### 100 m
| Platz | Athlet          | Land | Zeit (s) |
| ----- | --------------- | ---- | -------- |
| 1     | Manfred Kersch  | GER  | 10,4     |
| 2     | Jakob Scheuring | GER  | 10,7     |
| 3     | Jean Studer     | SUI  | 11,0     |
| 4     | Fritz Seeger    | SUI  | 11,7     |

### 200 m
| Platz | Athlet           | Land | Zeit (s) |
| ----- | ---------------- | ---- | -------- |
| 1     | Heinz Kreher     | GER  | 22,0     |
| 2     | Karl Neckermann  | GER  | 22,2     |
| 3     | Bernard Marchand | SUI  | 22,3     |
| 4     | Fritz Seeger     | SUI  | 24,1     |

### 400 m
| Platz | Athlet         | Land | Zeit (s) |
| ----- | -------------- | ---- | -------- |
| 1     | Rudolf Klupsch | GER  | 48,5     |
| 2     | Peter Robens   | GER  | 48,5     |
| 3     | Georges Meyer  | SUI  | 49,8     |
| 4     | Thomas Brunner | SUI  | 51,3     |

### 800 m
| Platz | Athlet             | Land | Zeit (min) |
| ----- | ------------------ | ---- | ---------- |
| 1     | Hans Schmidt       | GER  | 1:53,7     |
| 2     | Wolfgang Dessecker | GER  | 1:55,6     |
| 3     | Rohr               | SUI  | 1:56,9     |
| 4     | Wyß                | SUI  | 1:57,0     |

### 1500 m
| Platz | Athlet             | Land | Zeit (min) |
| ----- | ------------------ | ---- | ---------- |
| 1     | Max Strößenreuther | GER  | 3:55,8     |
| 2     | Alfred Dompert     | GER  | 3:56,0     |
| 3     | Paul Minder        | SUI  | 4:07,0     |
| 4     | Faller             | SUI  | 4:16,6     |

### 5000 m
| Platz | Athlet           | Land | Zeit (min) |
| ----- | ---------------- | ---- | ---------- |
| 1     | Hermann Eberlein | GER  | 14:47,8    |
| 2     | Josef Berg       | GER  | 14:49,8    |
| 3     | Gottfried Utiger | SUI  | 15:34,4    |
| 4     | Maier            | SUI  | 16:29,6    |

### 110 m Hürden
| Platz | Athlet                | Land | Zeit (s) |
| ----- | --------------------- | ---- | -------- |
| 1     | Karl Kumpmann         | GER  | 15,0     |
| 2     | Ferdinand Beschetznik | GER  | 15,3     |
| 3     | Werner Christen       | SUI  | 15,4     |
| 4     | René Kunz             | SUI  | 15,7     |

### 400 m Hürden
| Platz | Athlet          | Land | Zeit (s) |
| ----- | --------------- | ---- | -------- |
| 1     | Walter Stöckle  | GER  | 54,1     |
| 2     | Werner Klix     | GER  | 54,3     |
| 3     | Werner Christen | SUI  | 56,2     |
| 4     | Amt             | SUI  | 56,4     |

### 4 × 100 m Staffel
| Platz | Besetzung       | Land                                                           | Zeit (s) |
| ----- | --------------- | -------------------------------------------------------------- | -------- |
| 1     | Deutsches Reich | Manfred Kersch Gerd Hornberger Karl Neckermann Jakob Scheuring | 41,0     |
| 2     | Schweiz         | Fritz Seeger René Kunz Bernard Marchand Jean Studer            | 42,2     |

### 4 × 400 m Staffel
| Platz | Besetzung       | Land                                                | Zeit (min) |
| ----- | --------------- | --------------------------------------------------- | ---------- |
| 1     | Deutsches Reich | Hans Helm Ferdy Kisters Franz Helmle Rudolf Klupsch | 3:19,2     |
| 2     | Schweiz         | Josef Neumann Thomas Brunner Wyß Georges Meyer      | 3:23:0     |

### Hochsprung
| Platz | Athlet          | Land | Höhe (m) |
| ----- | --------------- | ---- | -------- |
| 1     | Günther Gehmert | GER  | 1,90     |
| 2     | Hans Haag       | GER  | 1,80     |
| 3     | Maier           | SUI  | 1,75     |
| 4     | Blaser          | SUI  | 1,70     |

### Stabhochsprung
| Platz | Athlet        | Land | Höhe (m) |
| ----- | ------------- | ---- | -------- |
| 1     | Karl Sutter   | GER  | 4,00     |
| 2     | Julius Müller | GER  | 4,00     |
| 3     | Raymond Anet  | SUI  | 3,50     |
| 4     | Paul Stalder  | SUI  | 3,50     |

### Weitsprung
| Platz | Athlet      | Land | Weite (m) |
| ----- | ----------- | ---- | --------- |
| 1     | Luz Long    | GER  | 7,10      |
| 2     | Jean Studer | SUI  | 7,08      |
| 3     | Erich Storz | GER  | 6,68      |
| 4     | Wälchli     | SUI  | 6,52      |

### Kugelstoßen
| Platz | Athlet        | Land | Weite (m) |
| ----- | ------------- | ---- | --------- |
| 1     | Ernst Lampert | GER  | 15,69     |
| 2     | Gerhard Stöck | GER  | 15,26     |
| 3     | Josef Neumann | SUI  | 13,14     |
| 4     | Max Metzger   | SUI  | 12,44     |

### Diskuswurf
| Platz | Athlet             | Land | Weite (m) |
| ----- | ------------------ | ---- | --------- |
| 1     | Ernst Lampert      | GER  | 48,80     |
| 2     | Wolfram Kronenberg | GER  | 47,03     |
| 3     | Max Metzger        | SUI  | 41,73     |
| 4     | Heinrich Vogler    | SUI  | 37,40     |

### Hammerwurf
| Platz | Athlet          | Land | Weite (m) |
| ----- | --------------- | ---- | --------- |
| 1     | Karl Hein       | GER  | 54,98     |
| 2     | Karl Wolf       | GER  | 51,00     |
| 3     | Silvio Nido     | SUI  | 49,88     |
| 4     | Heinrich Vogler | SUI  | 46,24     |

### Speerwurf
| Platz | Athlet          | Land | Weite (m) |
| ----- | --------------- | ---- | --------- |
| 1     | Gerhard Stöck   | GER  | 68,00     |
| 2     | Josef Neumann   | SUI  | 66,83     |
| 3     | Jack Schumacher | SUI  | 63,75     |
| 4     | Walter Bohrmann | GER  | 61,24     |